# Deir al-Balah
Deir al-Balah ou Dayr el-Balah (em árabe: دير البلح) é uma cidade palestina situada na região central da Faixa de Gaza localizada 19 quilômetros ao sul da cidade de Gaza. A cidade é a sede (muhfaza) da província de Deir al-Balah no Estado da Palestina. De acordo com o Escritório Central de Estatísticas da Palestina, a cidade tinha uma população de 49.751 habitantes em 2006.
Dayr al-Balah é muito conhecida por suas praias e suas tamareiras. Escavações arqueológicas recentes descobriram um antigo cemitério datado do fim da Idade do Bronze. Entre os achados encontram-se cerâmicas, túmulos, potes de bronze e um chão de mosaico. Um monastério foi construído em Deir al-Balah por Santa Helena em 372 DC.

Deir al-Balah é uma localidade importante de apoio ao Hamas e à sua base legislativa. Das 15 cadeiras da Câmara Municipal da cidade, 13 foram ganhas por candidatos do Hamas em fevereiro de 2005. Em Janeiro de 2005, foi eleito para o cargo de prefeito, Ahmad Kurd, também do Hamas. A cidade tem sido um alvo frequente de incursões israelenses desde a Segunda Intifada em 2001, em parte por consequência dos ataques perpetrados com foguetes Qassam.

Localização na Faixa de Gaza

## História
Durante o período das Cruzadas em 1149, Deir al-Balah ou Darum se tornou uma fortaleza defensiva para os Cavaleiros Templários e Cavaleiros Hospitalários de Jerusalém, liderados pelo rei Balduíno III. Fortes foram construídos em Deir al-Balah e usados como base para atacar as forças fatímidas, que evacuaram Gaza e estabeleceram um governo independente em Ascalão. No final de 1170, o exército de Saladino chegou à Palestina, entrando na região através de Darum, atualmente conhecida como Deir al-Balah.
O cabo de guerra entre os cruzados e as diversas forças muçulmanas com base no Cairo continuou. Depois que o Império Aiúbida foi destronado pelos mamelucos dentro das muralhas do palácio no Cairo, Deir al-Balah ficou sob domínio mameluco de 1250 até 1517.

## Segunda Intifada
Em Janeiro de 2004, o Centro Palestino para os Direitos Humanos (Palestinian Center for Human Rights), reportou que as Forças de Defesa de Israel emitiram ordens escritas para 10 famílias palestinas de Deir al-Balah, ordenando o confisco de suas terras e seus lares localizados à noroeste do então assentamento israelense de Kfar Darom. De acordo com os proprietários dessas terras, soldados israelenses os informaram oralmente quando as ordens lhes foram entregues, que a terra seria utilizada para o estabelecimento adicional de instalações de segurança israelenses. A área total sujeita a essas confiscações correspondia aproximadamente à 700 Dunam.